# حسن الدويني
حسن الدويني (بالإنجليزية: Hassan Al Dweni) ممثل مصري من مواليد بدأ نشاطه الفنى في نهاية الخمسينيات وأدى أدوارا ثانوية مساعدة.

## أعماله السينمائية
«ليلة الدخلة» 1950 للمخرج مصطفى حسن  وبطولة عبدالفتاح القصري وحسن فايق وإسماعيل يس وماجدة، يظهر حسن الدويني في دور زوج سنية (رجاء محمد) ووالد فكرية (سميحة أيوب) وأختها حورية (ماجدة) اللتين يرغب  بلابيعو (إسماعيل يس) وصديقه نايلون (حسن فائق) الاقتران بهما.
«وكر الملذات» 1957 للمخرج حسن الإمام وبطولة صباح وشكري سرحان.
«الجريمة والعقاب» 1957 للمخرج إبراهيم عمارة وبطولة ماجدة وزهرة العلا وشكري سرحان، ويظهر حسن الدويني في دور عبده بائع الخبز.
«مجرم في إجازة» 1958 للمخرج صلاح أبوسيف وبطولة صباح وعماد حمدي وفريد شوقي، ويظهر حسن الدويني في دور صراف شركة الترام الذي يتعرض لسرقة ما في عهدته من أموال.
«حبيب حياتي» 1958 للمخرج نيازي مصطفى وبطولة صباح وأحمد رمزي، ويظهر حسن الدويني في دور زوج (سامية رشدي) راكبة سيارة الأجرة.
«صراع في النيل» 1959 للمخرج عاطف سالم، وبطولة عمر الشريف ورشدي أباظة وهندرستم، ويظهر حسن الدويني في دور نشال في مولد سيدي عبد الرحيم القناوي، وهو يترصد محسب (عمر الشريف) لسرقة محفظته.
«المبروك» 1959 للمخرج حسن رضا وبطولة مريم فخر الدين ومحمود المليجي وعماد حمدي، وظهر حسن الدويني في دور أحد المصلين في جامع قرية كفر سنبل ممن يؤيدون طرد المشعوذ الدجال المبروك (محمود المليجي).
«عريس مراتي» 1959 للمخرج عباس كامل وبطولة إسماعيل يس وعبد السلام النابلسي ولولا صدقي.
«الله أكبر» 1959 للمخرج حسام الدين مصطفى وبطولة زهرة العلا ومحمد الدفراوي.
«حب إلى الأبد» 1959 للمخرج يوسف شاهين وبطولة محمود المليجي وأحمد رمزي ونادية لطفي.
«بين السماء والأرض» 1960  للمخرج صلاح أبوسيف (قصة نجيب محفوظ)، بطولة هندرستم، وعبدالمنعم إبراهيم، وعبد السلام النابلسي، وسعيد أبوبكر، وشفيق نور الدين، ومحمود المليجي، يظهر حسن الدويني في دور سالم عامل المصعد.
«يا حبيبي» 1960 للمخرج حسين فوزي، وبطولة رشدي أباظة وليلى طاهر ومحمود المليجي، يظهر حسن الدويني في دور مجرد أحد أصدقاء المايسترو معروف (حسن فايق).
«هاء 3» 1961 للمخرج عباس كامل وبطولة رشدي أباظة وسعاد حسني وماهر العطار، ويظهر حسن الدويني في دور فراش مكتب المعلم عباس (رشدي أباظة) صاحب مصنع الزجاج.
«بنت 16» 1963 للمخرج عبد العليم خطاب وبطولة عبد الرحمن أبو زهرة وفؤاد شفيق ووداد حمدي.

## وصلات خارجية
- حسن الدويني على موقع الدهليز
- حسن الدويني على موقع قاعدة بيانات الأفلام العربية

https://dhliz.com/artist/M1TGzxGQFnE/ حسن الدويني
https://www.imdb.com/name/nm10251305/?ref_=nv_sr_srsg_0 حسن الدويني
https://karohat.com/Person/451ffcf0-0f8f-4969-b631-f0a496d94234 حسن الدويني
https://www.alayam.com/Article/alayam-article/408302/Index.html حسن الدويني